# Вагнер, Карл (ювелир)
Карл Вагнер (нем. Carl Wagner; 1799—1841) — немецкий художник-ювелир, серебряных дел мастер и гравёр.

## Творчество
Карл Вагнер основал ювелирную мастерскую в Вене, но с 1830 года работал также в Париже для короля Луи-Филиппа в стиле неорококо. Под влиянием золотых и серебряных дел мастера Антуана Вехте стал использовать ренессансную технику ниелло (чернение гравировки по серебру) с использованием эмалей и полудрагоценных камней. Этим он внёс свой вклад в распространение стиля неоренессанса в ювелирном искусстве.